# Nena Martínez
Consuelo Martínez Roma (Rio de Janeiro, 4 de fevereiro de 1917 — Rio de Janeiro, 10 de junho de 2007), mais conhecida pelo nome artístico de Nena Martinez, foi uma radialista brasileira. Trabalhou no rádio por aproximadamente 70 anos,  Batizada como Consuelo Martinez Roma, Nena nasceu na Espanha, mas era carioca de coração: flamenguista, mangueirense e morava em Copacabana. Trabalhou no rádio por 70 anos, e começou a carreira na Tupi, logo após a inauguração da emissora. Atuou nas novelas da Rádio Nacional, na chamada época de ouro, e foi uma das primeiras apresentadoras de programas infantis e femininos do rádio brasileiro, na época pela rádio Mauá. Nos corredores da Tupi, para onde voltou, dizia que este era o seu segundo lar. 
O programa “Nena Martinez e Você”, transmitido nas tardes de sábado, sempre foi líder de audiência, e registrava mais que o dobro da audiência da segunda colocada. Nena conquistou um público fiel com simpatias, as previsões do horóscopo, e uma palavra sempre amiga. No dia de finados, reunia os ouvintes para a tradicional oração da saudade, no cemitério do Caju, junto ao mausoléu da própria família.